# 埃马努伊尔·卡拉利斯
埃马努伊尔·卡拉利斯（希臘語：Εμμανουήλ Καραλής，1999年10月20日—），希腊男子田径运动员，2023年欧洲运动会男子撑竿跳高银牌得主、2023年欧洲室内田径锦标赛男子撑竿跳高银牌得主、2024年世界室内田径锦标赛男子撑竿跳高铜牌得主。